# Bies (España)
Bies es un despoblado español del municipio de Puértolas, perteneciente a la provincia de Huesca, en la comunidad autónoma de Aragón. En 2023, la entidad singular de población no tenía empadronado ningún habitante.